# Código de área 515

Códigos de área para el estado de Iowa, Estados Unidos, con el código de área 515 en rojo.

El Código de área 515 es el prefijo telefónico norteamericano para la parte norte-central del estado de Iowa, Estados Unidos, e incluye localidades como Des Moines, Ames, Fort Dodge, Jefferson, Algona o Indianola.
El prefijo fue establecido en el Plan de Numeración Telefónica de Norteamérica (en inglés: North American Numbering Plan o NANP) del año 1947 y ocupaba el tercio central (de norte a sur) del estado de Iowa. En 2000, el territorio que abarcaba este prefijo fue dividido en dos partes, la parte noroccidental del territorio original, que es la cuarta parte del total aproximadamente, siguió siendo servida por el código de área 515, mientras que el resto fue asignada a al nuevo código de área 641.